# Mouctar Diakhaby
Mouctar Diakhaby (Vendôme, 1996. december 19. –) francia születésű guineai válogatott labdarúgó, a spanyol Valencia hátvédje.

## Pályafutása

### Klubcsapatokban
Diakhaby a franciaországi Vendôme községben született. Az ifjúsági pályafutását a USSA Vertou és a Nantes csapatában kezdte, majd a Lyon akadémiájánál folytatta.
2014-ben mutatkozott be a Lyon tartalék, majd 2016-ban az első osztályban szereplő felnőtt csapatában. 2018. július 1-jén ötéves szerződést kötött a spanyol első osztályban érdekelt Valencia együttesével. Először a 2018. augusztus 20-ai, Atlético Madrid ellen 1–1-es döntetlennel zárult mérkőzés 67. percében, Ezequiel Garay cseréjeként lépett pályára. Első gólját 2018. december 8-án, a Sevilla ellen szintén 1–1-es döntetlennel végződő találkozón szerezte meg.

### A válogatottban
Diakhaby az U19-es, az U20-as és az U21-es korosztályú válogatottakban is képviselte Franciaországot.
2022-ben debütált a guineai válogatottban. Először a 2022. június 5-ei, Egyiptom ellen 1–0-ra elvesztett Afrikai Nemzetek Kupája-selejtezőn lépett pályára. Első válogatott gólját 2022. szeptember 27-én, Elefántcsontpart ellen 3–1-es vereséggel zárult barátságos mérkőzésen szerezte meg.

## Statisztikák
2025. május 27. szerint
| Klub     | Szezon   | Osztály  | Bajnokság | Bajnokság | Kupa  | Kupa | Ligakupa | Ligakupa | Nemzetközi | Nemzetközi | Egyéb | Egyéb | Összesen | Összesen |
| Klub     | Szezon   | Osztály  | Meccs     | Gól       | Meccs | Gól  | Meccs    | Gól      | Meccs      | Gól        | Meccs | Gól   | Meccs    | Gól      |
| -------- | -------- | -------- | --------- | --------- | ----- | ---- | -------- | -------- | ---------- | ---------- | ----- | ----- | -------- | -------- |
| Lyon     | 2016–17  | Ligue 1  | 22        | 1         | 1     | 1    | 0        | 0        | 11         | 3          | 0     | 0     | 34       | 5        |
| Lyon     | 2017–18  | Ligue 1  | 12        | 1         | 3     | 0    | 1        | 0        | 5          | 1          | —     | —     | 21       | 2        |
| Lyon     | Összesen | Összesen | 34        | 2         | 4     | 1    | 1        | 0        | 16         | 4          | 0     | 0     | 55       | 7        |
| Valencia | 2018–19  | La Liga  | 22        | 2         | 7     | 0    | —        | —        | 9          | 1          | —     | —     | 38       | 3        |
| Valencia | 2019–20  | La Liga  | 21        | 0         | 3     | 0    | —        | —        | 5          | 0          | 0     | 0     | 29       | 0        |
| Valencia | 2020–21  | La Liga  | 26        | 1         | 1     | 0    | —        | —        | —          | —          | —     | —     | 27       | 1        |
| Valencia | 2021–22  | La Liga  | 29        | 0         | 8     | 0    | —        | —        | —          | —          | —     | —     | 37       | 0        |
| Valencia | 2022–23  | La Liga  | 29        | 3         | 1     | 0    | —        | —        | —          | —          | 0     | 0     | 30       | 3        |
| Valencia | 2023–24  | La Liga  | 14        | 1         | 1     | 0    | —        | —        | —          | —          | —     | —     | 15       | 1        |
| Valencia | 2024–25  | La Liga  | 13        | 2         | 1     | 0    | —        | —        | —          | —          | —     | —     | 14       | 2        |
| Valencia | Összesen | Összesen | 144       | 9         | 22    | 0    | 0        | 0        | 14         | 1          | 0     | 0     | 190      | 10       |
| Összesen | Összesen | Összesen | 188       | 11        | 26    | 1    | 1        | 0        | 30         | 5          | 0     | 0     | 245      | 17       |

### A válogatottban
| Válogatott | Év       | Pályára lépés | Gól |
| ---------- | -------- | ------------- | --- |
| Guinea     | 2022     | 4             | 1   |
| Guinea     | 2023     | 5             | 0   |
| Guinea     | 2024     | 5             | 0   |
| Guinea     | 2025     | 2             | 0   |
| Összesen   | Összesen | 16            | 1   |

#### Góljai a válogatottban
| # | Időpont              | Helyszín                                                | Ellenfél         | Gólok | Eredmény | Kiírás              |
| - | -------------------- | ------------------------------------------------------- | ---------------- | ----- | -------- | ------------------- |
| 1 | 2022. szeptember 27. | Stade Crédit Agricole la Licorne, Amiens, Franciaország | Elefántcsontpart | 1–3   | 1–3      | Barátságos mérkőzés |

## Sikerei, díjai
Valencia
- Copa del Rey
  - Győztes (1): 2018–19
  - Döntős (1): 2021–22